# Sue Platt
Susan Mary Platt (ur. 4 października 1940 w Mill Hill, dzielnicy Londynu) – brytyjska lekkoatletka, specjalistka rzutu oszczepem, mistrzyni igrzysk Imperium Brytyjskiego i Wspólnoty Brytyjskiej, trzykrotna  olimpijka.
Startowała na igrzyskach olimpijskich i mistrzostwach Europy jako reprezentantka Wielkiej Brytanii, a na igrzyskach Imperium Brytyjskiego i Wspólnoty Brytyjskiej w reprezentacji Anglii.
Zajęła 4. miejsce w rzucie oszczepem na igrzyskach Imperium Brytyjskiego i Wspólnoty Brytyjskiej w 1958 w Cardiff. Na igrzyskach olimpijskich w 1960 w Rzymie zajęła w tej konkurencji 7. miejsce. Odpadła w kwalifikacjach na mistrzostwach Europy w 1962 w Belgradzie.
Zwyciężyła w rzucie oszczepem (wyprzedzając swą koleżankę z reprezentacji Anglii Rosemary Morgan oraz obrończynię tytułu Annę Pazerę z Australii) oraz zajęła 6. miejsce w pchnięciu kulą na igrzyskach Imperium Brytyjskiego i Wspólnoty Brytyjskiej w 1962 w Perth. Zajęła 9 miejsce w rzucie oszczepem na igrzyskach olimpijskich w 1964 w Tokio. Na igrzyskach Imperium Brytyjskiego i Wspólnoty Brytyjskiej w 1966 w Kingston zajęła 6. miejsce w tej konkurencji, a na swych trzecich igrzyskach olimpijskich w 1968 w Meksyku – 15. miejsce.
Była mistrzynią Wielkiej Brytanii (WAAA) w rzucie oszczepem w latach 1959–1962 i 1966–1969, wicemistrzynią w 1964 oraz brązową medalistką w 1958.
Siedmiokrotnie poprawiała rekord Wielkiej w tej konkurencji do wyniku 55,60 m uzyskanego 15 czerwca 1968 w Londynie. Był to również najlepszy wynik w jej karierze.